# Red Kelly

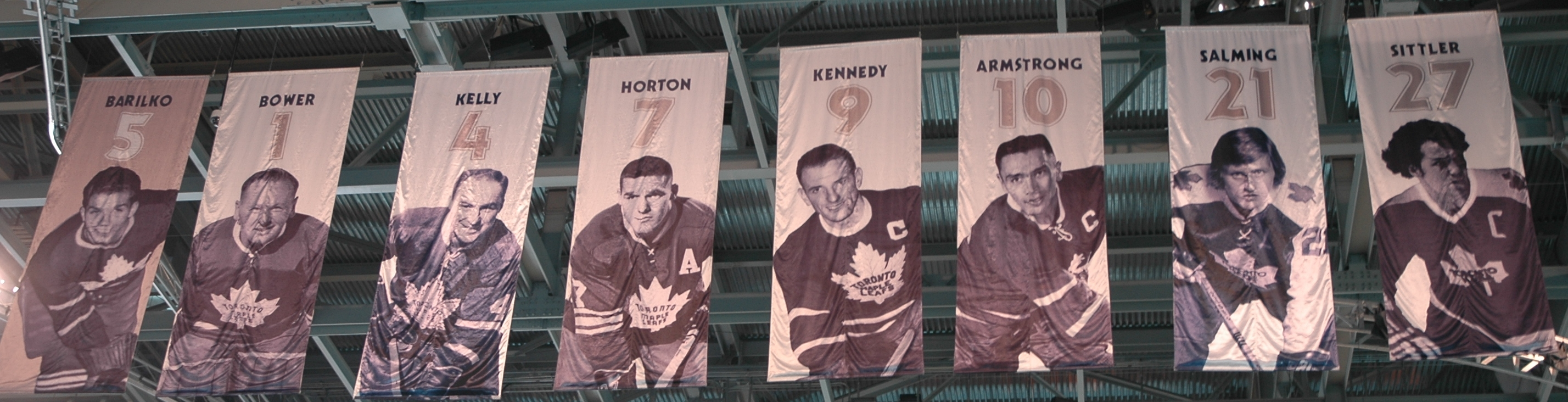
Red Kellys #4 i taket i Air Canada Centre, Toronto.

Leonard Patrick "Red" Kelly, född 9 juli 1927 i Simcoe i Ontario, död 2 maj 2019 i Toronto, Ontario, var en kanadensisk professionell ishockeyspelare och ishockeytränare.

## Spelarkarriär
Red Kelly inledde spelarkarriären i Toronto och spelade för Toronto St. Michael's Majors i OHA åren 1944–1947. Säsongen 1947–48 debuterade han för Detroit Red Wings i NHL och gjorde 20 poäng på 60 grundseriematcher.	
Red Kelly vann sammanlagt åtta Stanley Cup som spelare, fyra med Detroit Red Wings samt fyra med Toronto Maple Leafs. Under sin tid i Detroit spelade Kelly som back och säsongen 1953–54 vann han den första Norris Trophy (som ligans bäste försvarsspelare) som delades ut.
Efter att ha blivit bortbytt till Toronto Maple Leafs säsongen 1959–60 (mot backen Marc Reaume, efter att först ha blivit bortbytt till New York Rangers men vägrat rapportera till östkustsklubben) bytte han position till centerforward och spelade bland annat i en framgångsrik kedja med Frank Mahovlich och Bob Nevin.
Red Kelly gjorde 281 mål och 542 assist för totalt 823 poäng på 1316 grundseriematcher i NHL. På 164 slutspelsmatcher gjorde han 33 mål och 59 assist för totalt 92 poäng.
1969 valdes Kelly in i Hockey Hall of Fame.

## Kuriosa
Genom sin syster Helen Kelly (som var gift med före detta NHL-spelaren Lou Jankowski) var Red Kelly släkt (gammelfarbror) med Calgary Flames center Mark Jankowski.

## Statistik

### Spelare
| 1946–47    | St. Michael's College Majors | OHA        | 30   | 9   | 24  | 33  | 13  | —   | —  | —  | —  | —  |
| 1947–48    | Detroit Red Wings            | NHL        | 60   | 6   | 14  | 20  | 13  | 10  | 3  | 2  | 5  | 2  |
| 1948–49    | Detroit Red Wings            | NHL        | 59   | 5   | 11  | 16  | 10  | 11  | 1  | 1  | 2  | 6  |
| 1949–50    | Detroit Red Wings            | NHL        | 70   | 15  | 25  | 40  | 9   | 14  | 1  | 3  | 4  | 2  |
| 1950–51    | Detroit Red Wings            | NHL        | 70   | 17  | 37  | 54  | 24  | 6   | 0  | 1  | 1  | 0  |
| 1951–52    | Detroit Red Wings            | NHL        | 67   | 16  | 31  | 47  | 16  | 5   | 1  | 0  | 1  | 0  |
| 1952–53    | Detroit Red Wings            | NHL        | 70   | 19  | 27  | 46  | 8   | 6   | 0  | 4  | 4  | 0  |
| 1953–54    | Detroit Red Wings            | NHL        | 62   | 16  | 33  | 49  | 18  | 12  | 5  | 1  | 6  | 4  |
| 1954–55    | Detroit Red Wings            | NHL        | 70   | 15  | 30  | 45  | 28  | 11  | 2  | 4  | 6  | 17 |
| 1955–56    | Detroit Red Wings            | NHL        | 70   | 16  | 34  | 50  | 39  | 10  | 2  | 4  | 6  | 2  |
| 1956–57    | Detroit Red Wings            | NHL        | 70   | 10  | 25  | 35  | 18  | 5   | 1  | 0  | 1  | 0  |
| 1957–58    | Detroit Red Wings            | NHL        | 61   | 13  | 18  | 31  | 26  | 4   | 0  | 1  | 1  | 2  |
| 1958–59    | Detroit Red Wings            | NHL        | 67   | 8   | 13  | 21  | 34  | —   | —  | —  | —  | —  |
| 1959–60    | Detroit Red Wings            | NHL        | 50   | 6   | 12  | 18  | 10  | —   | —  | —  | —  | —  |
| 1959–60    | Toronto Maple Leafs          | NHL        | 18   | 6   | 5   | 11  | 8   | 10  | 3  | 8  | 11 | 2  |
| 1960–61    | Toronto Maple Leafs          | NHL        | 64   | 20  | 50  | 70  | 12  | 2   | 1  | 0  | 1  | 0  |
| 1961–62    | Toronto Maple Leafs          | NHL        | 58   | 22  | 27  | 49  | 6   | 12  | 4  | 6  | 10 | 0  |
| 1962–63    | Toronto Maple Leafs          | NHL        | 66   | 20  | 40  | 60  | 8   | 10  | 2  | 6  | 8  | 6  |
| 1963–64    | Toronto Maple Leafs          | NHL        | 70   | 11  | 34  | 45  | 16  | 14  | 4  | 9  | 13 | 4  |
| 1964–65    | Toronto Maple Leafs          | NHL        | 70   | 18  | 28  | 46  | 8   | 6   | 3  | 2  | 5  | 2  |
| 1965–66    | Toronto Maple Leafs          | NHL        | 63   | 8   | 24  | 32  | 12  | 4   | 0  | 2  | 2  | 0  |
| 1966–67    | Toronto Maple Leafs          | NHL        | 61   | 14  | 24  | 38  | 4   | 12  | 0  | 5  | 5  | 2  |
| NHL totalt | NHL totalt                   | NHL totalt | 1316 | 281 | 542 | 823 | 327 | 164 | 33 | 59 | 92 | 51 |

### Tränare
M = Matcher, V = Vinster, F = Förluster, O = Oavgjorda, P = Poäng
| Lag                 | År      | Grundserie | Grundserie | Grundserie | Grundserie | Grundserie | Grundserie           | Slutspela                 |
| Lag                 | År      | M          | V          | F          | O          | P          | Resultat             | Resultat                  |
| ------------------- | ------- | ---------- | ---------- | ---------- | ---------- | ---------- | -------------------- | ------------------------- |
| Los Angeles Kings   | 1967–68 | 74         | 31         | 33         | 10         | 72         | 2:a i West Division  | Förlorade i första rundan |
| Los Angeles Kings   | 1968–69 | 76         | 24         | 42         | 10         | 58         | 4:a i West Division  | Förlorade i andra rundan  |
| Pittsburgh Penguins | 1969–70 | 76         | 26         | 38         | 12         | 64         | 2:a i West Division  | Förlorade i andra rundan  |
| Pittsburgh Penguins | 1970–71 | 78         | 21         | 37         | 20         | 62         | 6:a i West Division  | –                         |
| Pittsburgh Penguins | 1971–72 | 78         | 26         | 38         | 14         | 66         | 4:a i West Division  | Förlorade i första rundan |
| Pittsburgh Penguins | 1972–73 | 42         | 17         | 19         | 6          | 40         | 5:a i West Division  | –                         |
| Toronto Maple Leafs | 1973–74 | 78         | 35         | 27         | 16         | 86         | 4:a i East Division  | Förlorade i första rundan |
| Toronto Maple Leafs | 1974–75 | 80         | 31         | 33         | 16         | 78         | 3:a i Adams Division | Förlorade i andra rundan  |
| Toronto Maple Leafs | 1975–76 | 80         | 34         | 31         | 15         | 83         | 3:a i Adams Division | Förlorade i andra rundan  |
| Toronto Maple Leafs | 1976–77 | 80         | 33         | 32         | 15         | 81         | 3:a i Adams Division | Förlorade i andra rundan  |
| Totalt              | Totalt  | 742        | 278        | 330        | 134        | 690        |                      |                           |

## Meriter
- Stanley Cup – 1950, 1952, 1954 och 1955 med Detroit Red Wings. 1962, 1963, 1964 och 1967 med Toronto Maple Leafs.
- James Norris Memorial Trophy – 1953–54
- Lady Byng Memorial Trophy – 1950–51, 1952–53, 1953–54 (som back) och 1960–61 (som forward)
- First All-Star Team – 1950–51, 1951–52, 1952–53, 1953–54, 1954–55 och 1956–57 (som back)
- Second All-Star Team – 1949–50 och 1955–56 (som back)
- Invald i Hockey Hall of Fame 1969